# Ácidos sólidos
Los ácidos sólidos son ácidos que no se disuelven en el medio de reacción. Se utilizan a menudo en catalizadores heterogéneos. 

## Ejemplos
La mayoría de los ácidos sólidos en estado son generalmente ácidos orgánicos que incluyen ácido oxálico, ácido tartárico, ácido cítrico, ácido maleico, etc. 
Los ejemplos incluyen óxidos, que funcionan como ácidos de Lewis que incluyen silicato-aluminatos (zeolitas, alúmina, silico-aluminio-fosfato), y zirconia sulfatada. Muchos óxidos de metales de transición son ácidos, incluyendo la titania, la zirconia y la niobia. Tales ácidos se utilizan en el craqueo. Muchos ácidos sólidos de Brønsted también se emplean industrialmente, incluyendo poliestireno sulfonado, ácido fosfórico sólido, ácido niobico y hetero polioxometalatos.

## Aplicaciones
Los ácidos sólidos se utilizan en catálisis en muchos procesos químicos industriales, desde el craqueo catalítico a gran escala en refinación de petróleo hasta la síntesis de varios químicos finos.
Una aplicación a gran escala es la alquilación, por ejemplo, la combinación de benceno y etileno para dar etilbenceno . Otra aplicación es el reordenamiento de la oxima de ciclohexanona a caprolactama. Muchas alquil aminas se preparan por aminación de alcoholes, catalizados por ácidos sólidos. 

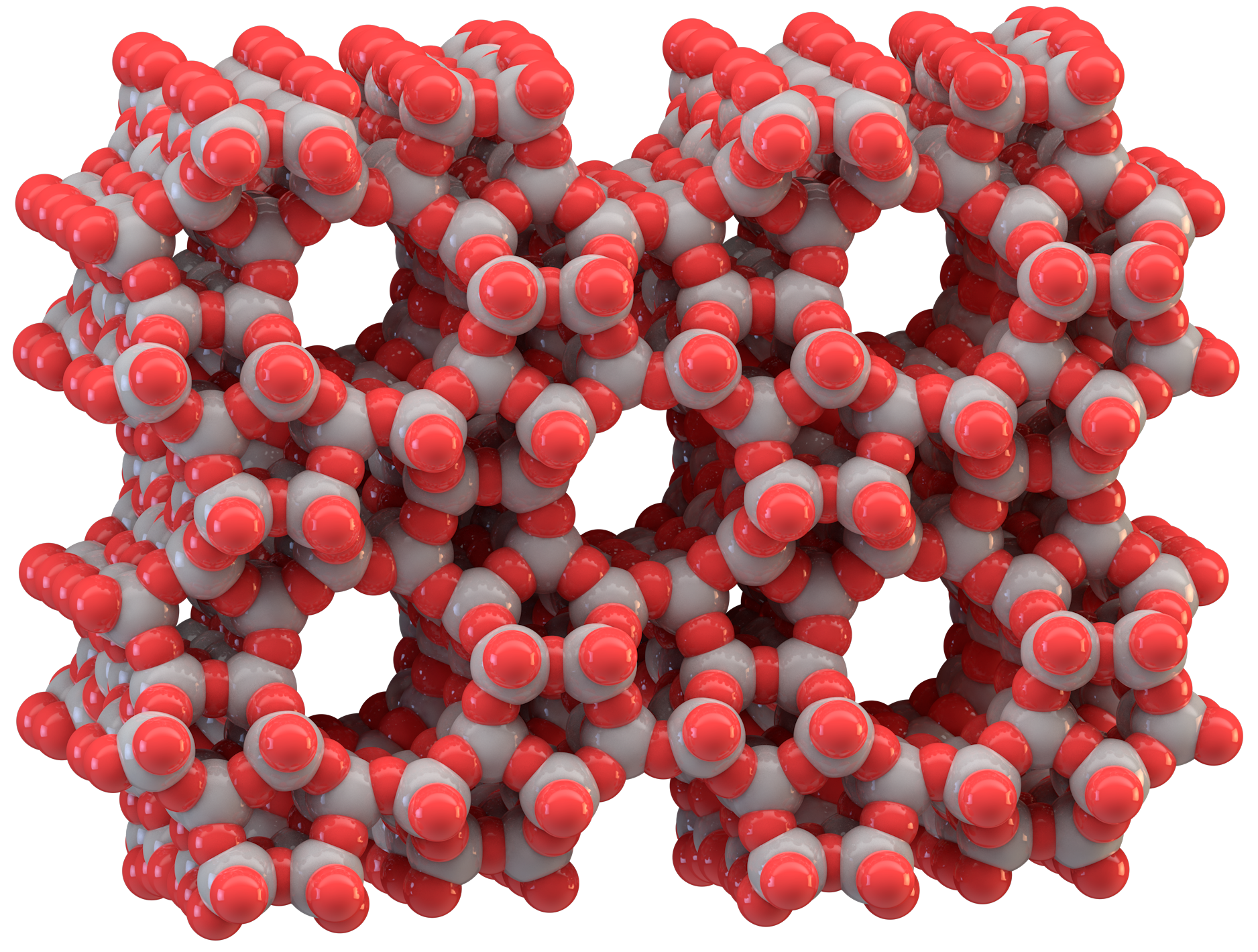
La zeolita, ZSM-5 se usa ampliamente como un catalizador ácido sólido.

Los ácidos sólidos se pueden utilizar como electrolitos en las células de combustible.